# John Moulder-Brown
John Moulder-Brown (Londra, 3 giugno 1953) è un attore britannico.

## Biografia
John Moulder-Brown esordisce come attore all'età di cinque anni nel film Death Over My Shoulder (1958).
Dopo aver recitato, non accreditato, in diversi film famosi tra i quali 55 giorni a Pechino (1963), Becket e il suo re (1964) e Gli eroi di Telemark (1965), nel 1969 ottiene il suo primo ruolo importante nel film horror Gli orrori del liceo femminile, nel quale recita accanto all'attrice Lilli Palmer.
L'anno seguente diventa una star a livello internazionale recitando nel film La ragazza del bagno pubblico, insieme a Jane Asher. Sempre nel 1970 è scelto dall'attore e regista austriaco Maximilian Schell come protagonista del suo film Primo amore.
Nel 1972 è nel cast de La regina dei vampiri, Un ospite gradito... per mia moglie e del sontuoso Ludwig, diretto da Luchino Visconti ed interpretato anche da Helmut Berger e Romy Schneider.
Il suo ultimo ruolo rilevante è del 1975 nel film Giochi d'amore proibiti. Dopo continuerà a recitare in alcune serie televisive e film minori.
Nel 1997 Moulder-Brown ha fondato la The Academy of Creative Training, un'accademia d'arte drammatica a Brighton, nel Sussex.
Nel 2010, dopo 18 anni di assenza sul grande schermo, torna a recitare in Young Alexander the Great.

## Filmografia

### Cinema
- Scuola di spie (Carve Her Name with Pride), regia di Lewis Gilbert (1958) Non accreditato
- Titanic, latitudine 41 nord (A Night to Remember), regia di Roy Ward Baker (1958) Non accreditato
- A Cry from the Streets, regia di Lewis Gilbert (1958) Non accreditato
- Oltre il confine (The Man Inside), regia di John Gilling (1958) Non accreditato
- Death Over My Shoulder, regia di Arthur Crabtree (1958)
- La strada dei quartieri alti (Room at the Top), regia di Jack Clayton (1959) Non accreditato
- Night Train for Inverness, regia di Ernest Morris (1960)
- Si spogli dottore! (Doctor in Love), regia di Ralph Thomas (1960) Non accreditato
- Two Living, One Dead, regia di Anthony Asquith (1961)
- The Missing Note, regia di Michael Brandt (1961)
- Night Without Pity, regia di Theodore Zichy (1961)
- Little Girls Never Cry, regia di Robert Dunbar (1962)
- 55 giorni a Pechino (55 Days at Peking), regia di Nicholas Ray, Guy Green (non accreditato) e Andrew Marton (non accreditato) (1963) Non accreditato
- Go Kart Go, regia di Jan Darnley-Smith (1964)
- Becket e il suo re (Becket), regia di Peter Glenville (1964) Non accreditato
- Gli eroi di Telemark (The Heroes of Telemark), regia di Anthony Mann (1965) Non accreditato
- The Uncle, regia di Desmond Davis (1966)
- Quiller Memorandum (The Quiller Memorandum), regia di Michael Anderson (1966) Non accreditato
- Runaway Railway, regia di Jan Darnley-Smith (1966)
- Operation Third Form, regia di David Eady (1966)
- Lo squattrinato (Half a Sixpence), regia di George Sidney (1967) Non accreditato
- Calamity the Cow, regia di David Eastman (1967)
- I ragazzi della via Paal (A Pál utcai fiúk), regia di Zoltán Fábri (1968)
- Goodbye Mr. Chips (Goodbye, Mr. Chips), regia di Herbert Ross (1969) Non accreditato
- Gli orrori del liceo femminile (La residencia), regia di Narciso Ibáñez Serrador (1969)
- Primo amore (Erste Liebe), regia di Maximilian Schell (1970)
- La ragazza del bagno pubblico (Deep End), regia di Jerzy Skolimowski (1970)
- La regina dei vampiri (Vampire Circus), regia di Robert Young (1972)
- Un ospite gradito... per mia moglie (King, Queen, Knave), regia di Jerzy Skolimowski (1972)
- Ludwig, regia di Luchino Visconti (1973)
- Dites-le avec des fleurs, regia di Pierre Grimblat (1974)
- La madrastra, regia di Roberto Gavaldón (1974)
- Giochi d'amore proibiti (Juego de amor prohibido), regia di Eloy de la Iglesia (1975)
- Confessions from the David Galaxy Affair, regia di Willy Roe (1979)
- Il canto dell'erba (Gräset sjunger), regia di Michael Raeburn (1981)
- Claudia, regia di Anwar Kawadri (1985)
- L'étincelle, regia di Michel Lang (1986)
- Il potere magico (Rumpelstiltskin), regia di David Irving (1987)
- Young Alexander the Great, regia di Jalal Merhi (2010) Uscito in home video

### Televisione
- Beware of the Dog – serie TV, 6 episodi (1964)
- Weavers Green – serie TV, 5 episodi (1966)
- Comedy Playhouse – serie TV, 1 episodio (1967)
- The Dickie Henderson Show – serie TV, 1 episodio (1968)
- The Devil in the Fog – serie TV, 5 episodi (1968)
- ITV Playhouse – serie TV, 1 episodio (1968)
- Heidi, regia di Delbert Mann – film TV (1968)
- Sexton Blake – serie TV, 1 episodio (1969)
- Out of the Unknown – serie TV, 1 episodio (1971)
- Away from It All – serie TV, 1 episodio (1973)
- ITV Saturday Night Theatre – serie TV, 1 episodio (1973)
- Victorian Scandals – serie TV, 1 episodio (1976)
- The Flockton Flyer – serie TV, 1 episodio (1978)
- The BBC Television Shakespeare – serie TV, 1 episodio (1978)
- The Mill on the Floss, regia di Ronald Wilson – miniserie TV, 5 episodi (1979)
- A Moment in Time – serie TV, 3 episodi (1979)
- BBC2 Playhouse – serie TV, 1 episodio (1981)
- Bekenntnisse des Hochstaplers Felix Krull, regia di Bernhard Sinkel – miniserie TV, 5 episodi (1982)
- Man and Superman, regia di Patrick Dromgoole ed Alex Kirby – film TV (1982)
- Ellis Island, regia di Jerry London – miniserie TV, 1 episodio (1984)
- La guerra di Jenny (Jenny's War), regia di Steve Gethers – miniserie TV (1985)
- Royal Match, regia di E.W. Swackhamer – film TV (1985)
- Family Ties Vacation, regia di Will Mackenzie – film TV (1985)
- Miss Marple (Agatha Christie's Miss Marple) – serie TV, episodio 1x06 (1987)
- Howards' Way – serie TV, 5 episodi (1987)
- Metropolitan Police (The Bill) – serie TV, 1 episodio (1991)
- Casualty – serie TV, 1 episodio (1992)